# Przejście graniczne Ujsoły-Novoť
Przejście graniczne Ujsoły-Novoť – polsko-słowackie przejście graniczne małego ruchu granicznego i drogowe, położone w województwie śląskim, w powiecie żywieckim, w gminie Ujsoły, na wschód od miejscowości Glinka, przełęczy Glinka, zlikwidowane w 2007.

## Opis
Drogowe przejście graniczne Ujsoły-Novoť z miejscem odprawy granicznej po stronie słowackiej w miejscowości Novoť, zostało utworzone 7 stycznia 2005. Czynne było przez całą dobę. Dopuszczony był ruch osobowy i towarowy o dopuszczalnej masie całkowitej do 7,5 tony, z wyłączeniem ruchu towarowego ponad 3,5 tony w godz. 0.00–5.00. Kontrolę graniczną osób, towarów oraz środków transportu wykonywała kolejno: Graniczna Placówka Kontrolna Straży Granicznej w Korbielowie, Placówka Straży Granicznej w Korbielowie.
6 grudnia 1996 zostało utworzone przejście graniczne małego ruchu granicznego Ujsoły-Novoť. Dopuszczone było przekraczanie granicy dla obywateli Polski i Słowacji zamieszkałych w strefie nadgranicznej lub czasowo zameldowanych w tej strefie, dla osób prowadzących gospodarstwa w pasie małego ruchu granicznego i jedynie w pobliżu tych gospodarstw oraz mechanicznych i niemechanicznych środków transportowych do użytku osobistego pod warunkiem ponownego ich wwozu. Odprawę graniczną i celną wykonywały organy Straży Granicznej. Doraźnie kontrolę graniczną i celną osób, towarów oraz środków transportu wykonywała kolejno: Strażnica SG w Soblówce, Graniczna Placówka Kontrolna SG w Korbielowie, Placówka SG w Korbielowie.
21 grudnia 2007 na mocy układu z Schengen przejścia graniczne zostały zlikwidowane.

### Przejścia graniczne z Czechosłowacją
W II RP istniało polsko-czechosłowackie przejście graniczne Ujsoły-Novot (miejsce przejściowe po drogach ulicznych), na drodze celnej Ujsoły – Glinka (polski urząd celny Ujsoły posterunek celny) – Novot (czechosłowacki urząd celny Novot). Dopuszczony był mały ruch graniczny. Przekraczanie granicy odbywało się na podstawie przepustek: jednorazowych, stałych i gospodarczych.